# Asteranae
Asteranae, biljni nadred, dio razreda Magnoliopsida. Sastoji se od više redova. 
Opisan je u Sistema i Filogeniia Tsvetkovykh Rastenii 451. 1967.

## Redovi
1. Apiales Nakai
2. Aquifoliales Senft
3. Asterales Link
4. Boraginales Juss. ex Bercht. & J. Presl
5. Bruniales Dumort.
6. Cornales Link
7. Dipsacales Juss. ex Bercht. & J. Presl
8. Ericales Bercht. & J. Presl
9. Escalloniales Link
10. Garryales Mart.
11. Gentianales Juss. ex Bercht. & J. Presl
12. Lamiales Bromhead
13. Paracryphiales Takht. ex Reveal
14. Solanales Juss. ex Bercht. & J. Presl